# Mariano Santibáñez
Mariano Santibáñez (San Salvador de Jujuy, 22 de octubre de 1792 - 13 de septiembre de 1851) fue un militar argentino, de destacada participación en la guerra civil en la provincia de Jujuy, militando en el partido unitario.

## Biografía
En su juventud participó en la guerra gaucha, defendiendo a órdenes de Güemes el norte argentino contra las invasiones de los realistas. El 18 de marzo de 1814, con el grado de capitán, venció en el cerro San Bernardo a las tropas realistas que ocupaban la ciudad de Salta. Llegó al grado de sargento mayor.
Al estallar la guerra civil de 1829, formó parte de la división del general Juan Ignacio Gorriti y posteriormente comandó los refuerzos salteños que pasaron a la provincia de Córdoba a apoyar la Liga del Interior, combatiendo en las batallas de La Tablada y Oncativo. Fue arrestado por razones desconocidas en marzo de 1831.
Liberado tras la desaparición de la Liga del Interior, perteneció a la guarnición de su ciudad natal, que dependía entonces de la provincia de Salta. En 1834 formó parte de la revolución que desconoció la autoridad del gobernador Pablo Latorre, pretendiendo separar a Jujuy de Salta. Latorre desconoció la autoridad del recién nombrado gobernador de la provincia de Jujuy, José María Fascio, pero no se atrevió a marchar hacia la ciudad insurreccionada, porque al mismo tiempo estaba siendo atacado desde el sur por el gobernador de la provincia de Tucumán, Alejandro Heredia. Cuando las tropas de Heredia ocuparon la mayor parte de la provincia, Fascio avanzó hacia Salta, llevando como jefe de su ala izquierda a Santibáñez. El 13 de diciembre de 1834, en la batalla de Castañares, Latorre logró en un principio defender la ciudad de Salta; en medio de la batalla – aún indecisa – el coronel Santibáñez fingió pasarse a las filas de Latorre con una escolta. Pero al llegar junto al jefe salteño lo tomó prisionero, con lo que la victoria quedó del lado de Fascio.
Latorre fue derrocado, y Fascio regresó rápidamente a Jujuy. No obstante, dejó encargado de la prisión de Latorre a Santibáñez, cuyos hombres lo asesinaron unos días más tarde, fingiendo que reprimían un intento de huida. Antes de fin de año, llevó la última división jujeña a la capital de la nueva provincia.
Durante el año siguiente, el partido unitario, que había proporcionado la mayor parte de los dirigentes a la revolución autonómica, intentó infructuosamente retener el gobierno, hasta ser definitivamente derrotado. El gobernador Pablo Alemán, que asumió en marzo de 1836, permitió a Santibáñez seguir en las filas del ejército provincial, aunque lo alejó de puestos de responsabilidad. En cambio, su sucesor, Mariano Iturbe, lo envió al exilio a Bolivia.
En abril de 1840, Iturbe fue derrocado, siendo sustituido por Roque Alvarado; éste llamó en su ayuda a Santibáñez, y poco después lo nombró su representante para la firma de la alianza contra Juan Manuel de Rosas – gobernador de la provincia de Buenos Aires – conocida como Coalición del Norte. Las fuerzas jujeñas no participaron en la guerra que siguió a esta alianza, pero la derrota de la Coalición obligó a sus dirigentes, incluido Santibáñez, a emigrar nuevamente a Sucre, en Bolivia.
Regresó a Jujuy en 1843, gracias al régimen permisivo del reelecto gobernador Iturbe, el cual – a diferencia de la mayor parte de los gobernadores federales – intentaba convivir con los unitarios pacíficamente.
En 1846 fue elegido diputado provincial, y fue uno de los más acérrimos enemigos del gobierno de Iturbe. En 1848 fue acusado de organizar una conspiración y expulsado a Salta. El sucesor de Iturbe, Pedro Castañeda, lo autorizó a regresar a Jujuy en enero de 1849; pero un mes más tarde, organizó una revolución por la que depuso a Castañeda, tomando prisioneros a éste y a Iturbe. Una rápida reacción del gobernador de Salta, Vicente Tamayo, permitió a Castañeda recuperar el poder. Pero la legislatura pasó a estar controlada por los unitarios, que habían organizado las elecciones para su renovación durante su breve dominio. El presidente de la legislatura era el coronel Santibáñez.
Como resultado, en enero de 1851 fue elegido gobernador el unitario José López Villar, que se dedicó a reorganizar la legislación en un sentido liberal. El presidente de la legislatura, Santibáñez, tuvo una activa participación en la reforma de la constitución provincial y en las leyes reformistas. Aunque no persiguió a los federales, López Villar los dejó completamente fuera de toda influencia política, por lo cual éstos llamaron en su ayuda a Iturbe y al nuevo gobernador salteño, José María Saravia. Iturbe organizó fuerzas en la Quebrada de Humahuaca, con las que avanzó sobre Jujuy y dispersó las fuerzas jujeñas comandadas por Santibáñez en una escaramuza. Simultáneamente, las tropas salteñas entraron en la capital provincial y lograron la elección como gobernador del federal Iturbe.
El 13 de septiembre, el coronel Santibáñez fue fusilado en San Pedrito, en los alrededores de la capital, a la sombra de un gran algarrobo.
El gobierno de Iturbe duró hasta que llegó a Jujuy la noticia de la batalla de Caseros, que determinó el fin del gobierno de Rosas, y una generalizada reacción en contra de sus partidarios en la mayor parte de las provincias argentinas. Iturbe fue depuesto y, tras un juicio organizado por los unitarios, fusilado en el mismo sitio que lo había sido Santiabáñez, en mayo de 1852. Ese mismo año se declararon en plena vigencia las leyes sancionadas en tiempos de López Villar, que Iturbe había derogado.
Una avenida de la ciudad de San Salvador de Jujuy recuerda al coronel Mariano Santibáñez.